# Božjakovina
Božjakovina – wieś w Chorwacji, w żupanii zagrzebskiej, w gminie Brckovljani. W 2011 roku liczyła 178 mieszkańców.